# Al.C
Al.C è il singolo di debutto dei Delta V. Viene pubblicato nel gennaio 1998 e ottiene un discreto successo radiofonico. Non viene prodotto un videoclip di accompagnamento alla canzone, forse in previsione del lancio poco tempo dopo di Il mondo visto dallo spazio, singolo di lancio dell'album Spazio.

## Tracklist
1. Al.C
2. Palmer Eldricht
3. Il mondo visto dallo spazio (Babinsky version)